# Máscara de queimadura
Uma máscara de queimadura é um tecido ou lenço que ajuda a prevenir que queimaduras na pele criem uma cicatriz visível.